# Zéphyr Éditions
Zéphyr est une maison d'édition fondée par le photographe aéronautique Alexandre Paringaux en 1998. Cette maison d'édition est spécialisée dans la publication de bandes dessinées traitant majoritairement de l'aéronautique (histoire de l'aviation, Première et Seconde Guerre mondiale, aviation militaire moderne française et étrangère etc.). Certaines séries adoptent une forme humoristique comme Les Z'ailés, GIGN (Chuck & Norris), Les héros navals ou encore Luftgaffe 44.
En décembre 2013, Zéphyr lance Buck Danny « Classic », en coéditions avec Dupuis. Il s'agit, en parallèle de la série régulière, d'albums réalisé dans le style et l'époque des Buck Danny originaux et s'intercalant entre des albums de Jean-Michel Charlier et Victor Hubinon.
En juin 2014, Zéphyr est racheté par les éditions Dupuis et devient un des labels du groupe.

## Principales séries publiées
- Jack Blues, scénarios de Frédéric Zumbiehl, dessins de Matthieu Durand et Jean-Michel Arroyo
- Emergency, scénarios de Pierre Veys, Patrice Buendia, Romuald Pistis et Frédéric Zumbiehl, dessins de Carlos Puerta et Stéphan Agosto
- F.A.F.L. Forces Aériennes Françaises Libres, scénarios de JG Wallace et Régis Hautière, dessins de Stéphan Agosto
- Flottille 66, scénarios de Romuald Pistis, dessins de Michel Lourenço
- GIGN (Chuck & Norris), scénarios de Pierre Veys, dessins de Fred Coicault
- Les Enragés du Normandie-Niémen, scénarios de Patrice Buendia et Marc-Olivier Cayre, dessins de Giuseppe De Luca
- Les Héros navals, scénarios de Christophe Cazenove, dessins de Jytéry
- Le Vol des anges, scénarios de JG Wallace, dessins de Cédric Rivera
- Les Z'ailés, scénarios de Christophe Cazenove, dessins de Bérik
- Luftgaffe 44, scénarios de Frédéric Zumbiehl, dessins de Philippe Abbet
- Rafale Leader, scénarios de Frédéric Zumbiehl, dessins de Matthieu Durand
- Team Rafale, scénarios de Frédéric Zumbiehl, dessins d'Éric Loutte, Matthieu Durand, et Michel Lourenço
- Unité Félin, scénarios de Frédéric Zumbiehl, dessins de Gilles Laplagne
- La Brigade du rail, (4 tomes) de Marniquet, Jolivet et Scomazzon